# سوزی بیتس
سوزی بیتس (انگلیسی: Suzie Bates؛ زادهٔ ۱۶ سپتامبر ۱۹۸۷) بازیکن بسکتبال، و بازیکن کریکت اهل نیوزیلند است که بیشتر به خاطر دستاوردهایش در کریکت بین‌المللی شناخته می‌شود. او کاپیتان سابق تیم ملی کریکت زنان نیوزیلند است و یکی از برترین بتسمن‌های جهان در فرمت‌های مختلف بازی محسوب می‌شود. بیتس همچنین در بازی‌های المپیک ۲۰۰۸ پکن به عنوان عضوی از تیم ملی بسکتبال زنان نیوزیلند (تال فرنز) حضور داشت. او به دلیل مهارت‌های استثنایی در کریکت، قدرت رهبری و توانایی ورزشی چندمنظوره یکی از موفق‌ترین ورزشکاران زن نیوزیلند به شمار می‌رود.